# Estação Tiradentes
A Estação Tiradentes é uma das estações da Linha 1–Azul do Metrô de São Paulo. Foi inaugurada em 26 de setembro de 1975. Localiza-se na Avenida Tiradentes, 551, no Bom Retiro, na região central da cidade.

## História

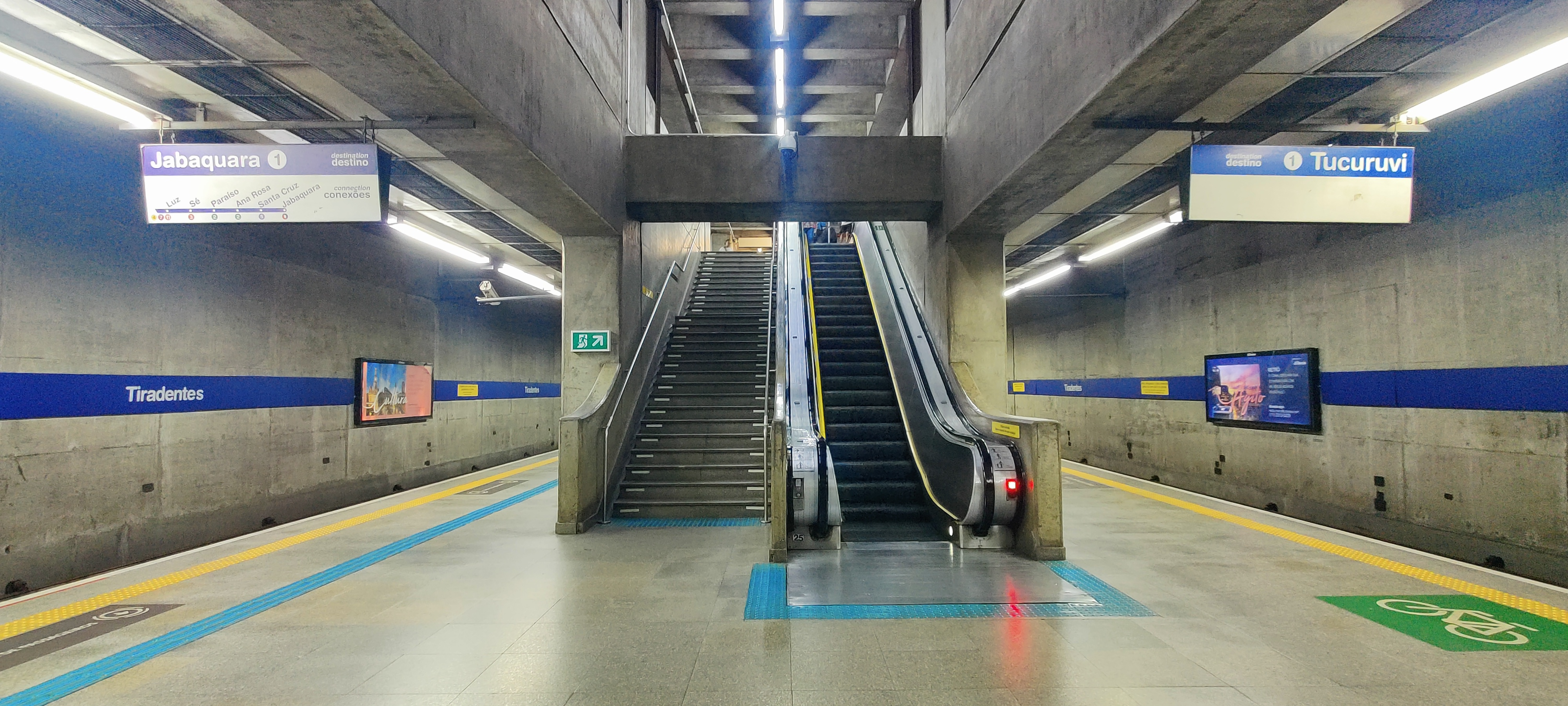
Plataformas da estação

A Estação Tiradentes foi a última a ser projetada na Linha Norte–Sul, aparecendo apenas em 1971, na primeira alteração de projeto do Metrô de São Paulo. O projeto original da Linha Norte–Sul previa a construção das estações Senador Queirós, Luz (integração com a ferrovia) e Ponte Pequena, com uma distância de 1 080 metros entre as duas últimas. Com o cancelamento da Estação Senador Queirós, a Linha Norte–Sul sofreu um reprojeto, com o deslocamento da estação Luz para 250 metros ao sul da sua localização original (prevista inicialmente para ser construída em frente à Pinacoteca do Estado) e a inclusão de uma nova estação entre Luz e Ponte Pequena, batizada Politécnica (por ser projetada ao lado da então Escola Politécnica da Universidade de São Paulo).
As obras da Estação Politécnica foram iniciadas em setembro de 1972, empregando-se o método de vala a céu aberto (VCA). Ao mesmo tempo, a região no entorno da estação sofreu um esvaziamento provocado pelo estado, por meio da desativação do Presídio Tiradentes e da transferência da Escola Politécnica para a Cidade Universitária, em 1973. A solução empregada pelo Estado foi criar novos equipamentos públicos nos arredores da futura estação, como o Museu de Arte Sacra (aberto em 1970 no Mosteiro da Luz), a ampliação da Faculdade de Tecnologia do Estado de São Paulo utilizando os prédios desocupados pela Escola Politécnica (1973) e a construção de uma nova agência da Nossa Caixa e do Teatro Franco Zampari (1976), em áreas do Estado ao lado da nova estação.
Com a mudança da Escola Politécnica para a Cidade Universitária, a estação foi renomeada Tiradentes, por causa da avenida homônima. Tiradentes foi inaugurada em 26 de setembro de 1975.

## Características
Trata-se de uma estação enterrada (subterrânea), com estrutura em concreto aparente e plataforma central. A área construída é de 9 670 metros quadrados. O projeto da estação, de autoria do arquiteto Flávio Marcondes, foi desenvolvido com o intuito de preservar a área verde da Praça Coronel Fernando Prestes e não prejudicar o Quartel da Luz, patrimônio tombado.

## Demanda média da estação
A média de entrada de passageiros nessa estação é de dezenove mil passageiros por dia, segundo dados do Metrô. É a estação que recebe menos passageiros no centro, e a terceira a receber menos pessoas por dia da linha, perdendo apenas para as estações Jardim São Paulo-Ayrton Senna e Carandiru.

## Obras de arte
- "Sem Título" (Escultura), Akinori Nakatami, barro queimado à 1350 graus, forno à lenha (Noborigama), monoqueima (2002), argila (1,22m x 0,80m x 0,80m - 170kg), instalada no mezanino, diante das bilheterias.[10]

## Dados da linha
| Linha  | Terminais            | Inauguração            | Comprimento (km) | Estações | Duração das viagens (min) | Funcionamento (*)                                             |
| ------ | -------------------- | ---------------------- | ---------------- | -------- | ------------------------- | ------------------------------------------------------------- |
| 1 Azul | Tucuruvi ↔ Jabaquara | 14 de setembro de 1974 | 20,2             | 23       | 47                        | Diariamente, das 4h40 à 0h32; Sábados até a 1 hora de domingo |